# Cornelius Lupus
Cornelius Lupus († um 47, vollständiger Name vermutlich Cornelius Lentulus Lupus) war ein römischer Politiker und Senator.
Er war Prokonsul der Provinz Creta et Cyrene während der Herrschaft des Kaisers Tiberius. 42 wurde er ab September als Nachfolger des Kaisers Claudius und des Gaius Cestius Gallus Suffektkonsul. Er war mit Claudius befreundet, der ihn trotzdem auf Anstiftung des Publius Suillius Rufus töten ließ.